# Bandera d'Idaho
La bandera d'Idaho es compon del segell estatal estampat sobre un fons blau. La frase de "State of Idaho" (Estat d'Idaho) en color daurat apareix sobre una tira groga i vermella que es troba per sota del segell. D'acord amb la descripció oficial de la bandera, hauria de constar-hi una vora daurat sobre les terminacions, però moltes versions obvien aquest detall, fins que la bandera fos remodelada després de la Guerra l'any 1957.
El segell, situat al centre, presenta un miner i una dona apel·lant a la igualtat, a la llibertat ia la justícia. Els símbols que s'aprecien fan referència als recursos naturals de l'Estat: mineria, silvicultura, agricultura i vida silvestre.
El disseny de la bandera està basat en el que va portar la primera infanteria d'Idaho el 1899 durant la Guerra Hispano-estatunidenca. Va ser adoptada el 12 de març de 1907 i tot just modificada el 1957. El 2001, la NAVA va realitzar una enquesta entre els seus membres sobre els dissenys de les banderes de 72 estats i regions dels EUA i el Canadà. Idaho va acabar sent considerada la 64 de les 72 participants.